# Слабое сердце
«Сла́бое се́рдце» — повесть русского писателя XIX века Фёдора Михайловича Достоевского, опубликованная в 1848 году во втором номере журнала «Отечественные записки» А. А. Краевского. Отдельным изданием выпущена в 1865 году.

## Замысел и история создания
По мнению исследователей творчества Достоевского, повесть «Слабое сердце» должна была стать частью нереализованного цикла повестей и рассказов, объединённых, по аналогии с бальзаковской «Человеческой комедией», едиными персонажами. Как и в «Бедных людях», «Хозяйке» и «Неточке Незвановой», существенную роль в произведении играет образ мечтателя. Само название произведения отсылает читателя к повести «Хозяйка», где впервые его героиня — Катерина — была названа «слабым сердцем», что подразумевало «глубокую, безвыходную тиранию над бедным, беззащитным созданием». Юлиан Мастакович, начальник и покровитель главного героя Васи Шумкова, в дальнейшем появляется в рассказе «Ёлка и свадьба», где прослеживается также связь с «Петербургской летописью», в которой по контрасту со «слабым сердцем» иронически упоминается его «доброе сердце». В фельетоне этот пожилой персонаж предстаёт воплощением низости в обличии респектабельности, задумав жениться на юной, чистой девушке и сохранить свои отношения с предыдущей. В «Слабом сердце» женитьба Юлиана Мастаковича становится фактом, а его «доброе сердце» основой повести. Помимо этого, в «Петербургской летописи» эскизно намечен некий чиновник в распоряжении Юлиана Мастаковича, пристроенный к «стопудовому спешному делу». В «Слабом сердце» эта работа поручена именно Васе Шумкову.
Из воспоминаний и переписки современников Достоевского, в основном представленных материалами Александра Милюкова, находившегося в это время в дружеских отношениях с Фёдором Михайловичем, и врача писателя Степана Яновского, следует, что идея повести возникла на основе эпизодов из биографии писателя Якова Буткова. Достоевский и Бутков были сверстниками, и Фёдор Михайлович с симпатией и заботой относился к Якову Петровичу. Кроме того к 1848 году Достоевский увлёкся идеями утопического социализма, что проявляется в желании главного героя произведения видеть всех счастливыми. Писатель хорошо чувствовал всю противоречивость жизни большого города. По мнению исследователей, заключительные строки повести с исчезающим в тумане Петербургом появились как следствие этих ощущений и символизируют грядущие грозные перемены.
Из рукописных текстов начального периода творчества сохранились только наброски к повести «Двойник». Материалы по «Слабому сердцу» могли быть либо уничтожены самим Достоевским перед арестом, либо изъяты уже после ареста и уничтожены после окончания следствия 31 декабря 1847 года было получено разрешение цензурного комитета. Повесть была впервые напечатана в 1848 году во втором номере журнала «Отечественные записки». К переизданию в 1865 году Достоевский немного доработал произведение, исправив стилистические неточности и устранив лишние повторения. В целом, текст повести сохранился без изменений.

## Главные герои
Главным героем повести является бедный чиновник, переписчик Вася Шумков, продолжающий тему «мечтателя» и «маленького человека» в творчестве Достоевского. Шумков считает себя недостойным быть счастливым вследствие своей социальной неполноценности. Психика персонажа не выдерживает одновременно счастья, выраженного согласием любимой девушки стать его женой, и чувства вины перед начальством за невыполненную работу, что кажется ему неблагодарностью в ответ на милости покровителя-начальника. От нахлынувших эмоций, ощущения несправедливости судьбы, подарившей недостойному такое счастье, Шумков сходит с ума. Критик Орест Миллер охарактеризовал персонажей, подобных Шумкову, как людей, которым недостаёт «свободного обладания своею личностью». В результате такие люди боятся даже тогда, когда бояться абсолютно нечего. Относительно Василия Шумкова критик считал, что «избыток нравственной мнительности, а вовсе не начальнический гнет, доводит его до помешательства».
Прототипом Шумкова послужил писатель Яков Бутков. При создании образа Шумкова Достоевский использовал некоторые реалии жизни его прототипа. Так же как Бутков, Шумков следует взятому на себя обязательству поздравлять своего начальника Юлиана Мастаковича в праздники, — чтобы не прослыть непочтительным. Когда Бутков только начинал литературную деятельность, был объявлен рекрутский набор, и оказалось, что ему необходимо было стать солдатом. Редактор-издатель журнала «Отечественные записки» Андрей Краевский купил ему рекрутскую квитанцию, избавившую его от этой необходимости. Однако теперь Бутков должен был писать статьи для «Отечественных записок» и выплачивать часть денег с каждого гонорара. Как и Краевский, Юлиан Мастакович избавил Шумкова от рекрутской повинности. Кроме этого, исследователи творчества Достоевского усматривают неслучайность звукового сходства фамилий Шумков и Бутков.
Юлиан Мастакович, начальник и покровитель Шумкова, в повести изображён в сатирических тонах. Его биография прослеживается в других произведениях Достоевского, в которых он предстаёт пожилым персонажем, воплощающим низость в обличии респектабельности. Он женился на юной, чистой девушке, сохранив при этом свои отношения с предыдущей девушкой. Писатель иронично отмечает его «доброе сердце», ставшее основой повести. Прототипом Юлиана Мастаковича во многом послужил А. А. Краевский, сатирические намёки на которого отмечаются исследователями. Помимо Буткова, редактор «Отечественных записок» относился аналогичным образом и к другим сотрудникам, включая самого Достоевского. В письме к Краевскому от 1 февраля 1849 года Фёдор Михайлович передаёт внутреннее состояние Шумкова: «Знаю, Андрей Александрович, что я, между прочим, несколько раз посылая Вам записки с просьбой о деньгах, сам называл каждое исполнение просьбы моей одолжением. Но я был в припадках излишнего самоумаления и смирения от ложной деликатности. Я, например, понимаю Буткова, который готов, получая 10 р. серебром, считать себя счастливейшим человеком в мире. Это минутное, болезненное состояние, и я из него выжил».

## Сюжет
Накануне Нового года двое молодых людей, Аркадий Иванович Нефедович и Василий Петрович Шумков, обсуждают предстоящую женитьбу последнего. Второго героя называют просто Вася Шумков, подчёркивая тем самым его положение бедного петербургского чиновника, обладающего к тому же физическим недостатком — кривобокостью. Его невеста — Лиза Артемьева. Нефедович ставит под сомнение финансовую состоятельность Васи — триста рублей годового жалованья. Однако Вася Шумков напоминает другу о служебной поддержке своего покровителя Юлиана Мастаковича, который предоставляет Василию возможность дополнительного заработка рублей триста-четыреста в год в виде переписывания особо важных документов, поскольку Василий отличается на службе превосходным, каллиграфическим почерком. Несмотря на то, что Василию срочно нужно заняться перепиской, Аркадий всё-таки решает тут же идти с другом к Артемьевым и познакомиться с Лизой и её семьёй, что друзья и делают.
Вернувшись от Артемьевых чрезвычайно взволнованным, Вася вновь пытается вернуться к переписке бумаг, поскольку обещал Юлиану Мастаковичу закончить работу уже через два дня, а переписывать ещё очень много. Сколько именно, он не говорит Нефедовичу, и от волнения не сразу принимается за работу, но постепенно Нефедович тоже начинает волноваться за своего друга, поскольку видит его неуравновешенное состояние, близкое к срыву. Вася переписывает и день, и ночь, успевая вздремнуть несколько часов. На следующий день, вместо переписки, Шумков вновь отправляется к Артемьевым, а также не забывает собственноручно оставить поздравление в книге посетителей своего начальника Юлиана Мастаковича, и Нефедович совсем теряет своего беспокойного друга из виду. Когда Шумков всё-таки является домой продолжить опостылевшую переписку, Аркадий Нефедович узнаёт, что переписывать осталось ещё шесть толстых тетрадей, а Василий последние две недели был вне себя от свалившегося на него счастья и почти ничего не переписывал.
Понимая, что переписать всё к сроку у него не получится, Вася чувствовал себя виноватым сам перед собой, перед начальником, перед Лизой. Аркадий утешал своего друга тем, что уладит это дело с Мастаковичем, но измученный Шумков уже совершенно подавлен случившимся, он сообщает другу о том, что ускорит перо. Так проходит ещё одна бессонная ночь. С Васей случается обморок. На утро после Нового года, Аркадий уходит на службу один, оставив Шумкова отдыхать, но тот наведывается в департамент в поисках Юлиана Мастаковича. Дома с Шумковым происходит приступ столбняка, после которого он вновь возвращается к переписке. Измотанные окончательно друзья засыпают, а проснувшись, Аркадий видит, как обезумевший Вася Шумков водит сухим пером по чистой бумаге — ему всё-таки удалось ускорить своё слишком медленное перо. Оставленный без присмотра Василий, пока Аркадий отлучился в поисках врачей, ушёл в департамент для объяснения со своим благодетелем Юлианом Мастаковичем. Увидев обезумевшего подчинённого и узнав о причине беды, Юлиан Мастакович сокрушённо воскликнул: «Боже, как жаль! И дело-то, порученное ему, было неважное и вовсе не спешное. Так-таки, не из-за чего, погиб человек! Что ж, отвести его!…»

## Отзывы и рецензии
Уже в мартовском номере журнала «Пантеон» после литературного обзора Михаила Достоевского «Сигналы литературные» редактор журнала Фёдор Кони сделал следующее примечание: «Почтенный критик „Пантеона“ не упомянул, из чувства скромности, о произведениях Достоевского; мы почли необходимым дополнить статью его от себя <…> Тут дело не в сюжете, тут неумолимый безжалостный анализ человеческого сердца <…>. Сердца слабые и нежные <…> до того покоряются гнетущей судьбе <…> что на редкие радости свои смотрят как на проявления сверхъестественные, как на беззаконные уклонения от общего порядка вещей. Они принимают эти радости от судьбы не иначе как взаймы и мучаются желанием воздать за них сторицею. Потому и самые радости бывают для них отравлены <…> до того обстоятельства умели унизить их в собственном мнении <…> Повесть написана жарко и оставляет в читателе глубокое впечатление». Предполагается, что Кони мог излагать не столько своё мнение, сколько мнение самого Михаила Достоевского, уклонившегося от прямой оценки произведения своего брата, с которым был в это время очень близок, вплоть до того, что они вместе сотрудничали в журнале Краевского и вместе посещали собрания у Петрашевского. Критик «Отечественных записок» Степан Дудышкин также хорошо отнёсся к повести, поставив её в один ряд с лучшими произведениями 1848 года, в число которых также включил «Белые ночи» Достоевского, «Пикник во Флоренции» Аполлона Майкова, «Записки охотника» и комедию «Где тонко, там и рвётся» Ивана Тургенева, «Иван Саввич Поджабрин» Ивана Гончарова.
Критик журнала «Современник» Павел Анненков, напротив, отрицательно отозвался о «Слабом сердце». В обзоре русской литературы 1848 года он писал: «Литературная самостоятельность, данная случаю, хотя и возможному, но до крайности частному, как-то странно поражает вас». Возражение критика вызвало изображение Достоевским любви Васи Шумкова и Аркаши Нефедовича: «расплывчатой, слезистой, преувеличенной до такой степени, что большею частью не верится ей, а кажется она скорее хитростью автора, который вздумал на этом сюжете руку попробовать».
После выхода в 1860 году собрания сочинений Достоевского Николай Добролюбов в статье «Забитые люди» упомянул также и о повести «Слабое сердце», несмотря на то, что она не вошла в это собрание сочинений. Критика интересовала исключительно социальная значимость произведений писателя. По его мнению, Достоевским решался вопрос о том, «какие общие условия развивают в человеческом обществе инерцию в ущерб деятельности и подвижности сил». Добролюбов так пояснял основной конфликт повести «Слабое сердце»: «Идеальная теория общественного механизма, с успокоением всех людей на своём месте и на своём деле, вовсе не обеспечивает всеобщего благоденствия. Оно точно, будь на месте Васи писальная машинка, было бы превосходно. Но в том-то и дело, что никак человека не усовершенствуешь до такой степени, чтоб он уж совершенно машиною сделался <…>. Есть такие инстинкты, которые никакой форме, никакому гнёту не поддаются и вызывают человека на вещи совсем несообразные, чрез что, при обычном порядке вещей, и составляют его несчастие».